# 胡炜 (1947年)
胡炜（1947年3月—），男，汉族，浙江绍兴人，中华人民共和国政治人物，曾任上海市人大常委会副主任，上海市人民政府副秘书长。